# Lingcheng
Lingcheng (陵城区,  Língchéng Qū) ist ein Stadtbezirk der bezirksfreien Stadt Dezhou in der chinesischen Provinz Shandong. Lingcheng hat eine Fläche von 1.213 km² und zählt 569.007 Einwohner (Stand: Zensus 2010). Sein Hauptort ist die Großgemeinde Lingcheng (陵城镇).

## Administrative Gliederung
Auf Gemeindeebene setzt sich Lingcheng aus neun Großgemeinden und drei Gemeinden zusammen. 